# 8167 Ishii
8167 Ishii (1991 CM3) là một tiểu hành tinh vành đai chính được phát hiện ngày 14 tháng 2 năm 1991 bởi K. Endate và K. Watanabe ở Kitami.